# Droga wojewódzka 851
Die Droga wojewódzka 851 (DW851) ist eine 459 Meter lange Droga wojewódzka (Woiwodschaftsstraße) in der Woiwodschaft Lublin in Polen. Die Strecke im Powiat Puławski verbindet die Bahnstation Puławy mit der Landesstraße DK12.
Sie zweigt von der DK12 ab, führt unter dieser hindurch und folgt der Bahnstrecke bis zur Bahnstation. Als Innerortsstraße trägt sie die Namen ‚ulica Skladowa‘ und ‚ulica Towarowa‘.

## Streckenverlauf
Woiwodschaft Lublin, Powiat Puławski
-  Puławy (DK12)
-  Bahnstation Puławy, (Bahnstrecke Warszawa Wschodnia–Dorohusk)